# الموت المفاجئ في حالات الصرع
الموت المفاجئ غير المتوقع في الصرع هو أحد المضاعفات القاتلة للصرع. يُعرَّف بأنه الوفاة المفاجئة وغير المتوقعة بخلاف اللإصابة والغرق لشخص مصاب بالصرع، دون سبب سُمي أو تشريحي للوفاة تم اكتشافه أثناء فحص ما بعد الوفاة.
في حين أن الآليات الكامنة وراء الموت المفاجئ غير المتوقع في الصرع لا تزال غير مفهومة جيدًا، فقد يكون هو السبب الأكثر شيوعًا للوفاة نتيجة لمضاعفات الصرع، حيث يمثل ما بين 7.5 و 17 ٪ من جميع الوفيات المرتبطة بالصرع  و 50 ٪ من جميع وفيات الصرع المقاوم للعلاج. يبدو أن أسباب الموت المفاجئ غير المتوقع في الصرع متعددة العوامل  وتشمل عوامل الجهاز التنفسي والقلب والدماغ، وكذلك شدة الصرع والنوبات.  تشمل الآليات الفيزيولوجية المرضية المقترحة السكتة القلبية والتنفسية الناجمة عن النوبات. 
يحدث الموت المفاجئ غير المتوقع في الصرع في حوالي 1 من 1000 بالغ و 1 من بين 4500 طفل مصاب بالصرع في السنة. لا يتم تصنيف معدلات الوفاة نتيجة النوبات الطويلة على أنها ضمن حالات الموت المفاجئ غير المتوقع في الصرع.

## عوامل الخطر
تشمل عوامل الخطر المستمرة:
- شدة النوبات، ووجود نوبات معممة. [4] عامل الخطر الأكثر اتساقًا هو زيادة تواتر نوبات التشنج المقوي.
- ضعف الامتثال. [4] نقص المستويات العلاجية للأدوية المضادة للصرع، وعدم الالتزام بنظم العلاج، والتغييرات المتكررة في العلاجات هي عوامل خطر للموت المفاجئ. [5]
- السن المبكرة. [4]
- جنس الذكور.[8]
- علاج الصرع المتعدد. يبقى من غير الواضح ما إذا كان هذا عامل خطر مستقل أو علامة بديلة لشدة الصرع.[9]
- من المحتمل أن يكون النوم أثناء النوبة لصالح حدوث الموت المفاجئ غير المتوقع في الصرع.[10]

## الآلية
الآليات الكامنة وراء الموت المفاجئ غير المتوقع في الصرع ليست مفهومة جيدًا ولكن ربما تتضمن العديد من الآليات والظروف الفيزيولوجية المرضية. أكثر الحالات شيوعًا هي نقص التهوية الناجم عن النوبات وعدم انتظام ضربات القلب، وقد تشارك أكثر من آلية في أي فرد.
- العوامل القلبية: من المعروف أن اضطرابات النظم القلبية وغيرها من الأحداث القلبية قد تورطت في بعض حالات الموت المفاجئ غير المتوقع في الصرع. [5] يتم تعريف مثل هذا اللانتظام في ضربات القلب على أنه عدم انتظام ضربات القلب الأذيني، وهو يشمل الانقباض الأذيني وهو أمر نادر الحدوث في الأشخاص الذين لديهم صرع الفص الصدغي.[12][13]
- العوامل التنفسية: من المعروف أن ضعف التنفس الذي تسببه النوبة وكذلك انقطاع النفس المركزي نتيجة لقمع المراكز التنفسية الجذعية في المخ يلعبان دورًا في بعض حالات الموت المفاجئ غير المتوقع في الصرع. [5]
- خلل في الجهاز العصبي الدماغي اللاإرادي: تم وصف عدم انتظام ضربات القلب والفشل التنفسي نتيجة للتغيرات المرتبطة بالاستيلاء على وظائف المخ وخلل في الجهاز العصبي اللاإرادي في حالات الموت المفاجئ غير المتوقع في الصرع.[9]
- العوامل الوراثية: ارتبطت الطفرات في العديد من الجينات بزيادة التعرض للموت المفاجئ غير المتوقع في الصرع. ترتبط أكثر من 33 ٪ من الحالات بهذه الطفرات التي تؤدي إلى زيادة التعرض لاضطراب النظم. تشمل الجينات المعنية جينات قنوات البوابات النوكليوتيدية المنشطة لفرط الاستقطاب (HCN1 و HCN2 و HCN3 و HCN4). [2]
- الأدوية المضادة للصرع: تشير معظم الأدلة إلى أن العقاقير المضادة للصرع لا ترتبط بزيادة خطر الإصابة بالموت المفاجئ غير المتوقع في الصرع، بل تقلل من حدوثها.[14] ومع ذلك، تشير بعض الدراسات إلى أن بعض الأدوية المضادة للصرع مثل لاموتريجين وكاربامازيبين، قد تزيد من خطر الموت المفاجئ غير المتوقع في الصرع لدى بعض الأفراد.[15] ليس من الواضح ما إذا كان هذا بسبب الآثار الضارة المحتملة في الجهاز التنفسي مثل إطالة الفاصل الزمني QT وخفض معدل ضربات القلب المعروف أنه مرتبط بهذه الأدوية تحت ظروف معينة، [11] أو لأن جرعة دواء عالية يمكن أن تكون علامة بديلة لضعف السيطرة على النوبات.[16]
- تحفيز العصب المبهم: وقد أثيرت مخاوف من أن تحفيز العصب المبهم قد يسبب بطء القلب أو السكتة القلبية، ويمكن أن تؤدي إلى تفاقم توقف التنفس أثناء النوم شيوعا في الأشخاص الذين يعانون من الصرع.[11]

## العلاج
عدم وجود توصيات سريرية معترف بها عمومًا هو انعكاس لقلة البيانات حول فعالية أي إستراتيجية سريرية معينة،  ولكن على أساس الأدلة الحالية، قد يكون ما يلي ذا صلة:
- إن السيطرة على نوبات الصرع مع الاستخدام المناسب للأدوية ونصائح نمط الحياة هي محور الوقاية. [5]
- قد يقلل الحد من التوتر، والمشاركة في التمارين البدنية، والإشراف الليلي من خطر الموت المفاجئ غير المتوقع في الصرع. [2]
- قد تمنع معرفة كيفية إجراء استجابات الإسعافات الأولية المناسبة لنوبات الأشخاص المصابين بالصرع من الموت. [5]
- يجب تقديم الأشخاص المرتبطين بعدم انتظام ضربات القلب أثناء النوبات إلى فحص القلب الشامل [2] بهدف تحديد مؤشر سرعة القلب عند الحاجة. [11]
- قد تؤدي جراحة الصرع الناجحة إلى تقليل خطر الإصابة بالموت المفاجئ غير المتوقع في الصرع، لكن هذا يعتمد على النتيجة من حيث التحكم في النوبات. [11]
- وقد دعا بعض الممارسين إلى استخدام الوسائد المضادة للاختناق لتحسين التنفس أثناء النوم، لكن فعاليتها تظل غير مثبتة لأن الدراسات التجريبية غير موجودة. [5]
- توفير المعلومات للأفراد والأقارب حول الموت المفاجئ غير المتوقع في الصرع مفيد. [9]

## احصائيات
- يمثل الموت المفاجئ غير المتوقع في الصرع 8-17 ٪ من الوفيات في الأشخاص الذين يعانون من الصرع.[17]
- يزداد خطر الوفاة المفاجئة عند البالغين الصغار المصابين بالصرع بمعدل 24 ضعفًا مقارنةً بعامة السكان. [9]
- الموت المفاجئ غير المتوقع في الصرع هو السبب الأول للوفاة المرتبطة بالصرع لدى الأشخاص المصابين بالصرع المقاوم للدواء. [9]
- الأطفال المصابون بالصرع لديهم خطر تراكمي بالموت فجأة بنسبة 7 ٪ في غضون 40 سنة. [9]
- يمثل الموت المفاجئ غير المتوقع في الصرع 34 ٪ في الأطفال من جميع الوفيات المفاجئة.[18]